# متدلية الغدد
متدلية الغدد (الاسم العلمي: Piptadenia)، جنس من الشجيرات والأشجار الاستوائية من فصيلة البقولية. تضم 28 نوعًا موطنها الأصلي الأمريكتين المداريتين، وتتراوح من وسط المكسيك إلى جنوب البرازيل وشمال غرب الأرجنتين.

## الانوع
28 الأنواع المقبولة:
- Piptadenia adiantoides (Spreng.) Macbr.
- Piptadenia affinis Burkart
- Piptadenia amazonica Ducke
- Piptadenia anolidurus Barneby
- Piptadenia boliviana Benth.
- Piptadenia buchtienii  Barneby
- Piptadenia cuzcoensis Barneby
- Piptadenia floribunda Kleinhoonte
- Piptadenia gonoacantha (Mart.) Macbr.
- Piptadenia imatacae Barneby
- Piptadenia irwinii G.P.Lewis
  - var. irwinii G.P.Lewis
  - var. unijuga G.P.Lewis

- Piptadenia killipii Macbr.
  - var. cacaophila G.P.Lewis
  - var. killipii Macbr.
- Piptadenia laxipinna B.M.Barroso

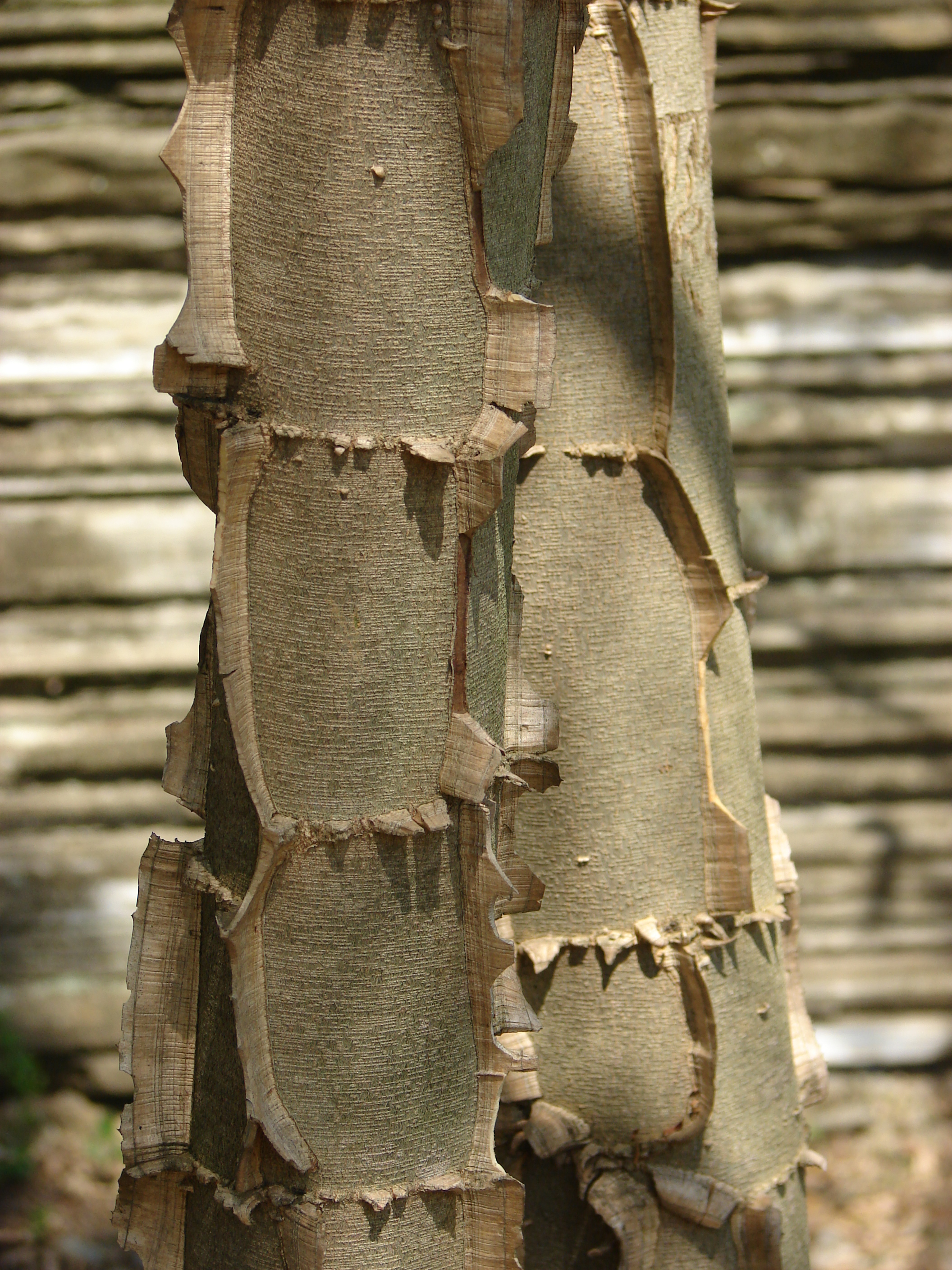
Piptadenia gonoacantha young trunk

- Piptadenia leucoxylon Barneby & Grimes
- Piptadenia macradenia Benth.
- Piptadenia micracantha Benth.
- Piptadenia minutiflora Ducke
- Piptadenia paniculata Benth.
- Piptadenia peruviana (J.F.Macbr.) Barneby
- Piptadenia pteroclada Benth.
- Piptadenia ramosissima (Mart. ex Colla) Benth.
- Piptadenia retusa (Jacq.) P.G.Ribeiro, Seigler & Ebinger
- Piptadenia robusta Pittier
- Piptadenia santosii Barneby ex G.P.Lewis
- Piptadenia trisperma (Vell.) Benth.
- Piptadenia uaupensis Spruce ex Benth.
- Piptadenia uliginosa Britton & Killip
- Piptadenia voronoffii Pittier.
- Piptadenia weberbaueri Harms[3]

العديد من الأنواع التي وضعت سابقًا في هذا الجنس تعتبر الآن ضمن جنس Anadenanthera. كما تم وضع ثلاثة أنواع في جنس قدمية الغدد. نُقل البعض الآخر إلى جنس Pityrocarpa.